# Station Varhaug
Station Varhaug is een station in  Varhaug in de gemeente Hå in het zuidwesten van Noorwegen. Het station werd geopend in 1878. Het ligt aan Sørlandsbanen, en wordt alleen bediend door  de stoptreinen van Jærbanen richting Stavanger en Egersund. 